# Phêrô Trương Chí Dũng
Phêrô Trương Chí Dũng (Sinh 1931, tiếng Anh:Peter Zhang Zhi-yong, tiếng Trung:張志勇) là một giám mục người Trung Quốc của Giáo hội Công giáo Rôma. Ông hiện đảm nhận chức vị Giám mục Phó Giáo phận Phụng Tường theo Giáo luật. Tuy vậy, giáo phận Phụng Tường đã tổ chức bầu cử Tân giám mục Phó vào năm 2011, cuộc bầu cử phù hợp với Giáo luật và được chính quyền Trung Quốc công nhận.

## Tiểu sử
Giám mục Dũng sinh ngày 26 tháng 2 năm 1931 tại Trung Quốc. Sau khoàng thời gian tu học, ngày 1 tháng 3 năm 1980, Phó tế Dũng được phong chức linh mục. Tòa Thánh chọn linh mục Dũng làm Giám mục Phó giáo phận Phụng Tường. Lễ tấn phong cho vị Tân chức diễn ra trong năm 2002. Có nguồn tin cho rằng ông đã được chọn và tấn phong trước đó vào ngày 6 tháng 1 năm 1996. Ông được cho đã từ nhiệm năm 2011, để giáo phận tổ chức bầu cử Tân giám mục Phó.